# Outlaws (Izgubljeni)
Outlaws je šesnaesta epizoda prve sezone televizijske serije Izgubljeni. Režirao ju je Jack Bender, a napisao Drew Goddard. Prvi puta se emitirala 16. veljače 2005. godine na televizijskoj mreži ABC. Glavni lik radnje epizode je James "Sawyer" Ford (Josh Holloway). 

## Radnja

### Prije otoka
Sawyer ima noćnu moru o noći u kojoj mu je, dok je bio dijete, majka rekla da se sakrije ispod kreveta dok ona ode do vrata i kaže njegovom ocu da ode. U snu, njegov otac ipak ulazi u kuću, ubija njegovu majku, sjedne na krevet ispod kojeg se Sawyer skriva i izvršava samoubojstvo. Bivši kolega Hibbs (Robert Patrick) govori Sawyeru da pravi Sawyer - onaj koji mu je uništio život dok je bio dijete - sada živi pod drugim imenom Frank Duckett u Australiji. Sawyer tamo otputuje, kupuje pištolj i odlazi u prodavaonicu škampova gdje Duckett radi. Kratko s njim razgovara, ali ga ne ubija. Nakon toga Sawyer odlazi u australski bar gdje se igrom slučaja upoznaje s ocem Jacka Shepharda (Matthew Fox) - Christianom Shephardom (John Terry). Christian mu govori da je sudbina namijenila nekim ljudima da pate i da "zbog toga klub Red Sox nikad neće osvojiti prvenstvo". Također mu govori da bi volio da ima snage nazvati sina i reći mu da je ponosan na njega te na taj način "sve ispraviti", ali je previše slab za to. Christian govori Sawyeru da popravi stvar zbog koje je tako nesretan. Odmah potom Sawyer puca u Franka Ducketta, ali Frank negira optužbe da je on pravi Sawyer kojeg ovaj traži govoreći mu da je on zapravo dužan novac Hibbsu nakon čega Sawyer shvaća da je to pravi razlog zbog čega mu je Hibbs uopće rekao za Franka. Tijekom njihovog razgovora Duckett kaže Sawyeru da "će se sve vratiti" što je ista fraza koju će Sawyer čuti u šapatima nakon što se suoči s veprom na otoku.

### Na otoku
Usred noći Sawyer se budi i ispred sebe ugleda ogromnog vepra koji napada njegov šator te nakon toga pobjegne među drveće, noseći za sobom Sawyerovu ceradu. Sawyer ga proganja i dok se nalazi u džungli čuje šapate. Jedan od glasnijih šapata jasno kaže: "Sve će se vratiti". Ujutro, tridesetog dana nakon zrakoplovne nesreće - 21. listopada 2004. godine - Sawyer razgovara sa Sayidom Jarrahom (Naveen Andrews) oko glasova koje je Sayid ranije čuo u džungli, ali nakon što ga Sayid upita zašto ga to zanima, Sawyer prekida razgovor.
Sawyer postaje opsjednut željom da pronađe vepra koji ga je napao i odlazi u džunglu s Kate Austen (Evangeline Lilly) kako bi ga pronašao. Tijekom alkoholne igre ("Nikad nisam...") oboje otkrivaju da su ranije ubili drugo ljudsko biće. Sljedećeg jutra, trideset i prvog dana na otoku, njih dvoje se bude i otkrivaju da su Sawyerove stvari uništene dok Kateine stvari nisu niti taknute. John Locke (Terry O'Quinn) im se pridružuje i govori im da je njegova sestra umrla vrlo mlada i da je njihova pomajka optuživala samu sebe zbog toga te pala u veliku depresiju. Međutim, nekoliko mjeseci kasnije pas im je došao u kuću; pas lutalica. Spavao je u sobi njegove sestre, a kada je pomajka umrla nekoliko godina poslije, pas je samo nestao. Locke smatra da je njegova pomajka vjerovala da je pas zapravo njezina kćerka koja joj se vratila kako bi je uvjerila da njezina smrt nije bila njezina krivica.
Uskoro potom Sawyer pronalazi vepra i odluči ga ne ubiti te vraća Jacku njegov pištolj. Sada je svo vatreno oružje kod Jacka koji ga zatvara u maršalov kovčeg. Njih dvojica započnu razgovarati, a Jack prozbori frazu da "zbog ovoga klub Red Sox nikad neće osvojiti prvenstvo". U tom trenutku Sawyer shvaća da je Christian Jackov otac, ali odluči ne reći Jacku da se njih dvojica poznaju od ranije.

## Gledanost
Epizodu Outlaws gledalo je 17.87 milijuna Amerikanaca.

## Vanjske poveznice
- "Outlaws"  Arhivirana inačica izvorne stranice od 3. siječnja 2012. (Wayback Machine) na ABC-u